# Nad Tatrou sa blýska
Nad Tatrou sa blýska (em português: Sobre a Tatra relampaguea) é o hino nacional da Eslováquia.
A letra do hino foi criada em 1844 durante a partida de estudantes de Bratislava para Levoča. O texto foi escrito por Janko Matúška e a melodia é inspirada na canção popular eslovaca Kopala Studienku, tornando-se popular durante a Primavera dos Povos. Em 1918, a primeira estrofe fez parte do hino nacional checoslovaco, junto da primeira estrofe de "Kde domov můj?", o hino checo. Desde 1993, após a divisão da Checoslováquia em dois estados soberanos, as duas primeiras estrofes tornaram-se o hino nacional da República Eslovaca.

## Texto
O poema original continha quatro estrofes, cujas duas primeiras fazem parte do hino nacional. Cada verso é cantado duas vezes.
| Texto original em eslovaco                                                                          | Tradução em português |
| --------------------------------------------------------------------------------------------------- | --- |
| Nad Tatrou sa blýska, hromy divo bijú. Zastavme ich bratia, veď sa ony stratia, Slováci ožijú.      | Sobre os Tatras há relâmpagos, os trovões soam alto. Vamos detê-los, irmãos, ao final eles vão desaparecer, os eslovacos renascerão. |
| To Slovensko naše posiaľ tvrdo spalo. Ale blesky hromu vzbudzujú ho k tomu, aby sa prebralo.        | A nossa Eslováquia até agora dormiu profundamente. Mas os relâmpagos do trovão estão a despertar a terra para acordá-la.             |
| Ešte jedle rastú na krivánskej strane. Kto jak Slovák cíti, nech sa šable chytí, a medzi nás stane. | Os abetos ainda estão a crescer nas encostas do Kriváň. Quem se sentir eslovaco, que pegue num sabre e junte-se a nós.               |
| Už Slovensko vstáva, putá si strháva. Hej rodina milá hodina odbila, žije matka Sláva!              | A Eslováquia já está a erguer-se, arrancando os seus grilhões. Ó, querida família chegou a hora, a Mãe Glória está viva!             |